# Große Halle
La Große Halle ("Grande sala"), nota anche come Volkshalle ("Sala del Popolo") o Ruhmeshalle ("Sala della Gloria"), è il nome con cui viene identificato un grande edificio a cupola ideato da Adolf Hitler e Albert Speer.
La struttura faceva parte di quel programma urbanistico che avrebbe dovuto trasformare Berlino in Welthauptstadt Germania, la capitale universale del Terzo Reich dopo la vittoria nazista nella seconda guerra mondiale. L'edificio, come buona parte del piano di Speer, non fu mai realizzato.

## Etimologia
La parola Volk ha una particolare risonanza nel pensiero nazista: l'espressione "movimento völkisch", che può essere tradotto in italiano come "movimento della gente" o "movimento popolare", deriva sì da Volk ma implica anche un'essenza ultraterrena ed eterna. Prima della prima guerra mondiale il pensiero völkisch aveva sviluppato una propensione al potere come Volk tedesco: ciò partiva dall'idea di una comunità ariana o nordica geneticamente legata, razzialmente pura e con le sue radici nel suolo tedesco della Heimat (la Patria).

## Hitler e il Pantheon

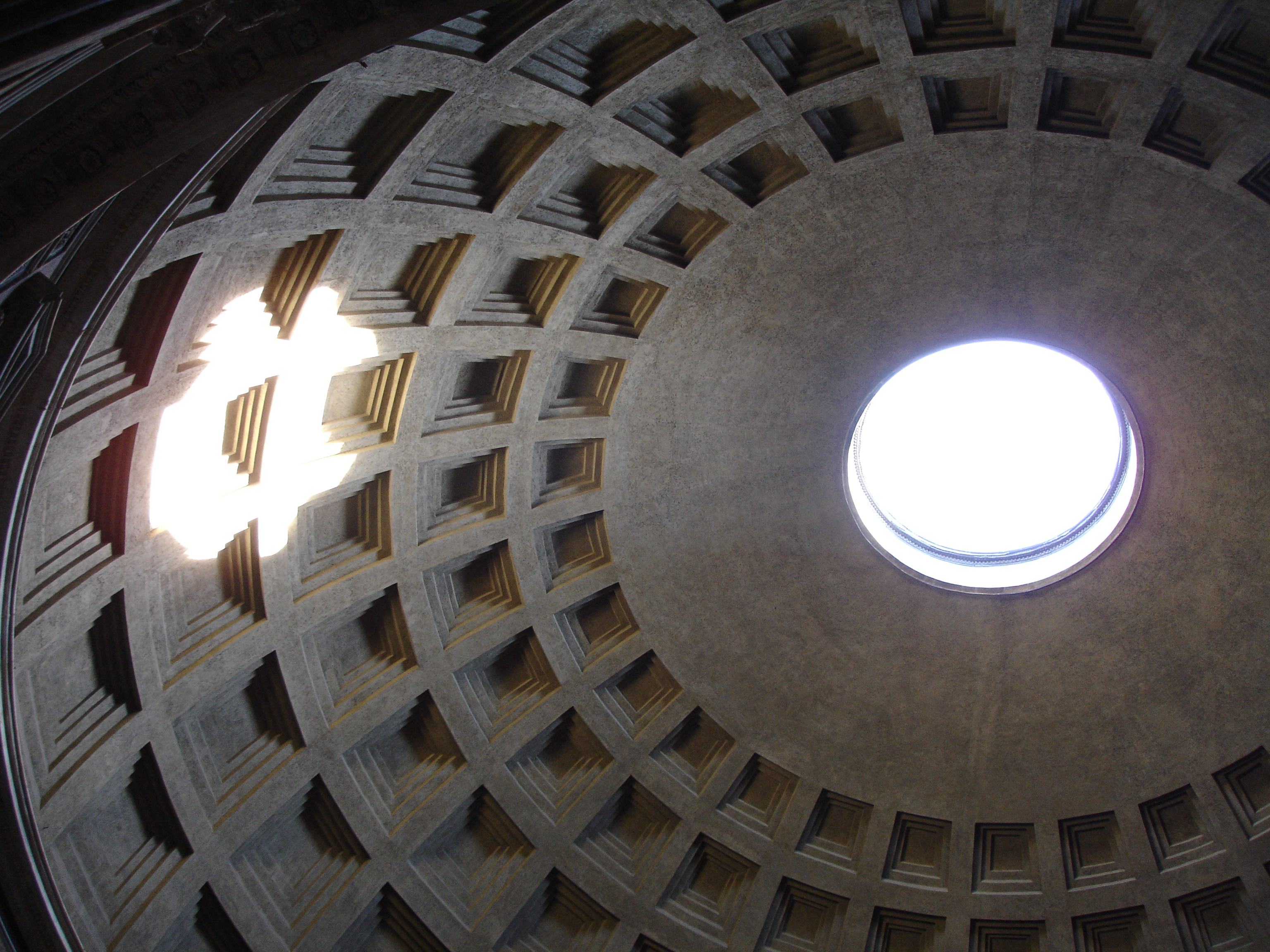
L'interno della cupola del Pantheon di Roma, d'ispirazione per il progetto della Große Halle di Hitler e Speer.

Come la residenza di Augusto sul Palatino era collegata al tempio di Apollo, così il palazzo di Hitler sarebbe stato collegato tramite un criptoportico alla Volkshalle, che chiude per intero il fronte settentrionale del grande invaso del Nord-Süd Achse. Questo edificio mastodontico era, secondo Speer, ispirato al Pantheon adrianeo in cui Hitler era stato privatamente in visita il 7 maggio 1938 sebbene l'interesse e l'ammirazione del Fuhrer per il monumento vanno fatti risalire almeno al 1925, anno in cui realizzò uno schizzo per la Volkshalle. Hermann Giesler ricorda una conversazione che ebbe con Hitler nell'inverno tra il '39 e il '40 in cui il dittatore stava raccontando le sue "impressioni romane" (Römische Impressionen):
Le impressioni di Hitler sul Pantheon furono rianimate quando il 24 giugno 1940, insieme a Speer, Giesler e Arno Breker, visitò una selezione di edifici a Parigi incluso il Panthéon, che pare l'abbia deluso. La sua delusione è stata indipendentemente percepita da Giesler e da Breker.
Lo schizzo per la Volkshalle dato da Hitler a Speer mostra un tradizionale pronao timpanato sostenuto da dieci colonne, un corpo intermedio rettangolare poco profondo e infine la grande aula cupolata. Giesler nota come il pronao disegnato da Hitler sia influenzato dal Pantheon romano e dallo stile di Friedrich Gilly o di Karl Friedrich Schinkel. C'era tuttavia poco nella rielaborazione di Speer dello schizzo che potrebbe definirsi “dorico”, ad eccezione dei triglifi della trabeazione, sostenuta da colonne binate in porfido rosso dai capitelli egizi palmiformi, già impiegati da Speer nel portico fuori dallo studio di Hitler, nel lato sul giardino della nuova Cancelleria.
L'edificio-mostro (Monsterbau, in tedesco) di Speer sarebbe stato l'edificio più importante e suggestivo della capitale per le sue dimensioni e i significati di cui si sarebbe fatto carico. Visivamente sarebbe stato il perno architettonico e urbanistico di Berlino come Capitale del mondo (Welthauptstadt) . Sarebbe stato così grande da sminuire qualsiasi altro edificio della città, inclusi quelli dello stesso Nord-Süd Achse. L'oculo sulla sommità della cupola (43 m di diametro) avrebbe potuto ospitare l'intera rotonda del Pantheon o la cupola della Basilica di San Pietro. Nel progetto la cupola poggia su un podio di granito a base quadrata di 315 m di lato e 74 m di altezza raggiungendo così un'altezza totale di 290 m. Il diametro della cupola, 250 m, sarebbe stato superato, con grande fastidio di Speer, dal diametro della cupola della nuova stazione ferroviaria di Giesler all'estremità orientale dell'Ost-West Achse di Monaco di Baviera. Avrebbe superato di 15 metri il diametro della cupola della Volkshalle di Speer.
Il chiaro riferimento al Pantheon diventa ancora più evidente una volta analizzato l'interno. La grande nicchia (alta 50 metri e larga 28) sul fondo dell'aula sarebbe stata rivestita con un mosaico dorato e avrebbe incluso un'aquila alta 24 metri, sotto la quale avrebbe trovato posto la tribuna di Hitler. Da qui avrebbe parlato a 180.000 uditori, una parte in piedi nello spazio circolare al centro, altri seduti su tre anelli concentrici di gradinate sormontati da cento pilastri di marmo alti 24 metri che salivano fino a incontrare la base della copertura a cassettoni sospesa a travi di acciaio rivestite in rame. I tre anelli che racchiudevano un'arena circolare di 140 m di diametro non devono nulla al Pantheon, ma ricordano la disposizione della Sala dei Congressi di Ludwig Ruff a Norimberga che è stata progettata prendendo ad esempio il Colosseo. All'interno ci sono altri chiari riferimenti al Pantheon: l'intradosso della cupola a cassettoni, la fascia colonnata che qui è continua, si interrompe solo in corrispondenza della grande nicchia. L'ordine intermedio allude ancora una volta al Pantheon: una sequenza di finestre cieche che fa da cuscinetto tra l'ordine colonnato e la calotta. Su questa fascia poggia in entrambi gli edifici la grande cupola cassettonata. I motivi e le dimensioni delle decorazioni esterne sono straordinari e senza pari tra le altre sale coeve delle altre città tedesche.
L'aria quasi sacrale dell'edificio a cupola è stata sottolineata da Speer, che suppose che l'edificio fosse destinato al culto di Hitler e dei suoi successori, cioè che fosse pensato come una sorta di tempio dinastico/palazzo analogo al complesso di Augusto sul Palatino in cui la modesta casa del Princeps era connessa al tempio di Apollo.

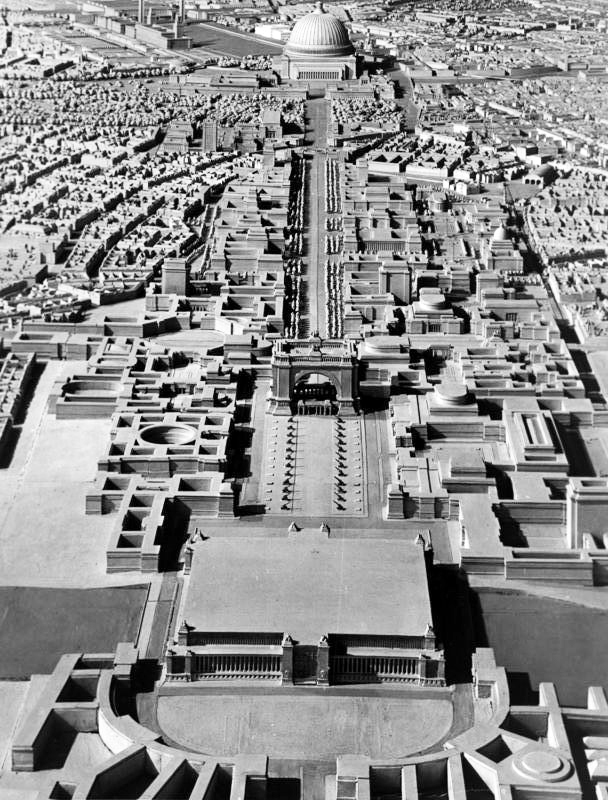
Plastico di Welthauptstadt Germania, con la Große Halle sullo sfondo.

L'aspirazione di Hitler a dominare il mondo e a stabilire un Ordine Nuovo, già evidente dalle caratteristiche architettoniche e decorative della nuova Cancelleria, è molto più chiaramente espresso qui. I simboli all'esterno suggeriscono che l'edificio si trova nel luogo in cui Hitler sarebbe apparso come cosmocratore (Herr der Welt) innanzi al suo Herrenvolk (popolo dominatore). In cima alla lanterna c'è un'aquila che ghermisce con i suoi artigli non la solita svastica ma il globo terrestre (Erdball). Questa combinazione di aquila e globo era ben nota nell'iconografia imperiale romana, per esempio, la statua restaurata dell'imperatore Claudio che regge nella destra un globo e un'aquila. La grande cupola sulla quale poggia rappresenta simbolicamente la volta celeste che si espande sull'impero universale di Hitler. Il globo sulla lanterna è enfatizzato da due monumentali sculture di Arno Breker alte 15 m che fiancheggiano la facciata settentrionale: a Ovest Atlante che sostiene il cielo e a Est Tellus che sostiene la terra. Entrambe le figure mitologiche sono state, secondo Speer, personalmente scelte da Hitler.
Nonostante l'evidenza di questi simboli della tradizione imperiale sulla dominazione Urbis et Orbis, Giesler sostiene che Speer abbia sbagliato a dipingere la Volkshalle come un simbolo della Dominazione Universale (Weltherrschaft). Speer nella sua intervista concessa alla rivista Playboy afferma:
Nonostante tutto Giesler ribadì che Hitler non aveva mai ideato alcun piano per la dominazione universale e insinuò quanto queste dichiarazioni fossero non solo prive di senso (unsinn) ma addirittura “stupidaggini di Speer” (speerlicher Quatsch).

## Possibili problemi architettonici
Sebbene la Volkshalle non sia mai stata realizzata, i critici sostengono che avrebbe avuto per esempio gravi problemi acustici al punto che (a seconda dei critici) sarebbe stato impossibile udire la voce dell'oratore o che al contrario sarebbe stata eccessivamente forte. Intervistato da James P. O'Donnel, Speer disse che durante la sua detenzione nella Prigione di Spandau rivide costantemente i punti deboli della sua architettura e ne eliminò (secondo lui) molti.
Un problema tuttavia rimase – Speer pensava che con temperature basse il respiro dei 180.000 occupanti in un ambiente così grande avrebbe generato il fenomeno della condensa. In breve sarebbe stato possibile il formarsi di un microclima all'interno dell'edificio, con delle vere e proprie piogge di condensa.  Questo fenomeno è stato osservato in altri grandi ambienti realizzati come il Vehicle Assembly Building del Kennedy Space Center e (a scala minore, con leggera nebbia e precipitazioni in giornate molto umide) all'interno del Goodyear Airdock ad Akron, Ohio.
Poiché Berlino è una città fondata su terreni ricchi di acqua e quindi instabili, gli ingegneri condussero numerosi esperimenti per capire come si potesse costruire un edificio così grande su terreni limacciosi. Testimone di questi esperimenti è lo Schwerbelastungskörper, grande cilindro di calcestruzzo costruito per misurare la resistenza del terreno in vista della costruzione di un gigantesco arco di trionfo all'estremità meridionale del Nord-Süd Achse chiuso a nord dalla Volkshalle.

## Nella cultura di massa
La Volkshalle compare in numerose opere ucroniche in cui la seconda guerra mondiale si è conclusa con la vittoria nazista, fra cui il romanzo del 1992 Fatherland di Robert Harris e la seria televisiva L'uomo nell'alto castello (prodotta fra il 2015 e il 2019), ispirata al romanzo La svastica sul sole di Philip K. Dick.